# Рыбинский музей-заповедник

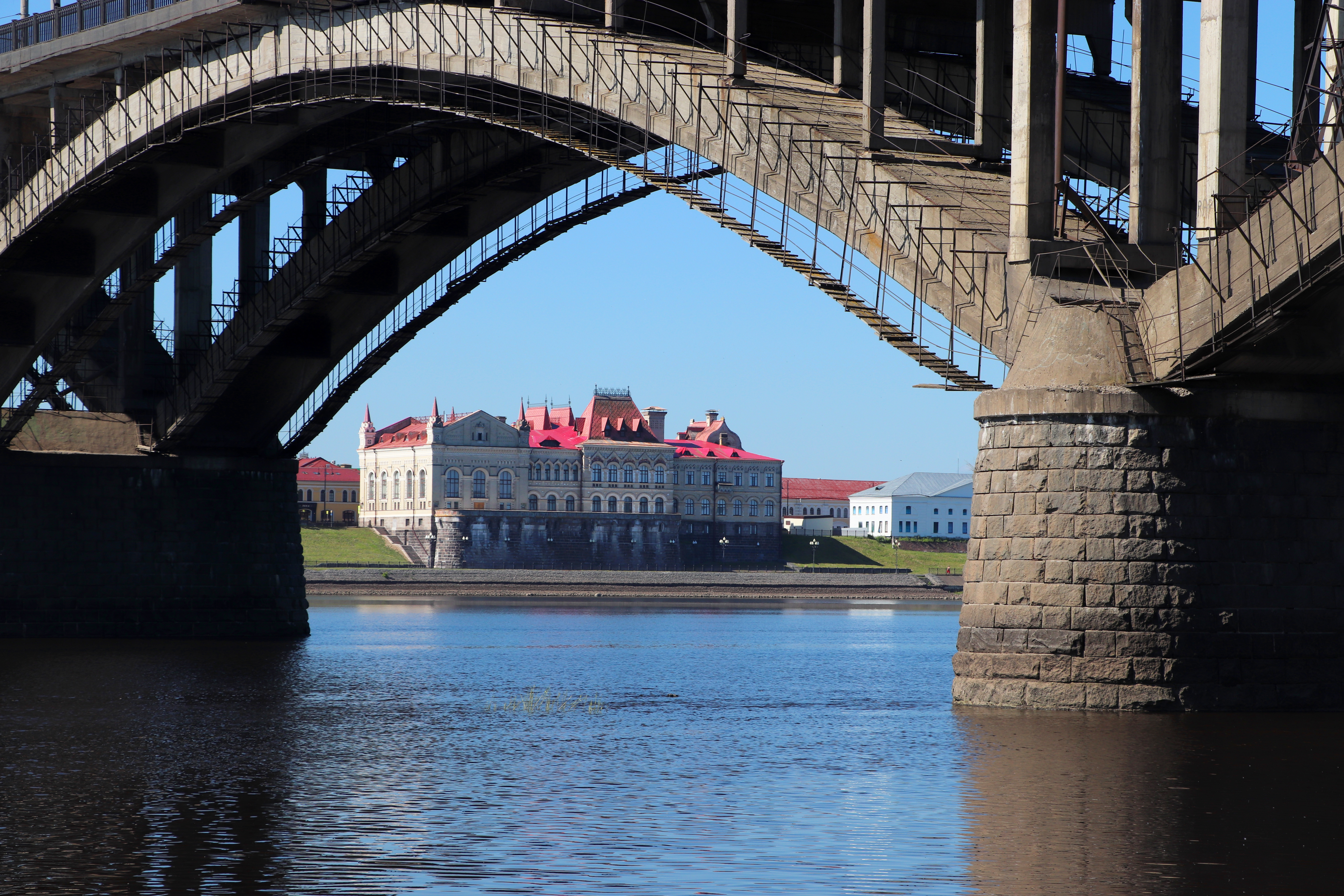
Вид на музей в 2022 году.

Рыбинский государственный историко-архитектурный и художественный музей-заповедник ― государственное учреждение культуры в городе Рыбинске Ярославской области. Один из старейших и крупнейших музеев Верхней Волги (более 100 тысяч единиц хранения).
Основное здание музея ― бывшая Хлебная биржа, построенная в 1912 году по проекту московского архитектора А. В. Иванова в русском стиле. Здание является мощной доминантой волжской панорамы в Рыбинске.
В единый музейный комплекс также входит часть здания бывшего Мучного гостиного двора — памятника архитектуры регионального значения, строительство которого было начато в 1796 году и завершено в 1830 году.

## История
- 17 октября 1910 ― в здании Рыбинского коммерческого училища открывается естественно-научный музей (минералогическая, геологическая и антропологическая коллекции).
- 14 декабря 1919 ― открывается Рыбинский художественно-исторический музей. Ядро коллекции составляют предметы искусства из национализированных усадеб дворян Лихачёвых, Мусиных-Пушкиных, Михалковых, Тишининых.
- 5 января 1927 ― оба музея объединяются в Рыбинский музей местного края. Собрание значительно растёт за счёт поступлений из расформированных музеев Мышкина, Пошехонья-Володарска и Мологи.
- 10 февраля 1959 ― Рыбинскому краеведческому музею присваивается статус историко-художественного.
- 16 января 1989 ― Рыбинский музей становится историко-архитектурным и художественным музеем-заповедником.
- 20 сентября 1990 ― открывается первый филиал (ныне ― отдел) Рыбинского музея-заповедника ― Мемориальный Дом-музей академика А.А. Ухтомского.
- 12 августа 1995 ― в часовне бывшего рыбинского подворья Мологского Афанасьевского монастыря открывается второй филиал музея ― Музей Мологского края им. Н.М. Алексеева.
- 1992 ― администрация города Рыбинска принимает решение о передаче музею-заповеднику здания бывшей Хлебной биржи. В годы Первой мировой войны в этом здании располагался военный госпиталь, с 1918 года ― штаб Красной гвардии, в 1921―1981 годах ― Городская больница им. Н. И. Пирогова.
- январь 2020 — часть исторического здания Мучного гостиного двора, которой владеет музей-заповедник, открылась для посещения. На отреставрированных площадях, составивших 15 % от всего объёма здания, расположилась экспозиция музея-заповедника — выставка рыбинских художников XX века, а также архив, библиотека, читальный зал и фонд редкой книги. Масштабная реставрация всего здания, начатая в 2012 году, продолжается, и в перспективе музей-заповедник займёт всё здание[3].

## Филиалы музея
- Мемориальный Дом-музей академика А.А. Ухтомского
- Музей Мологского края им. Н.М. Алексеева

## Постоянные экспозиции
- История Рыбинского музея
- Природа Рыбинского края (чучела животных)
- Рыбинская зоологическая выставка (живые звери и птицы)
- Древнейшее прошлое Рыбинского края
- «О своём отдалённом начале…» (материалы Рыбинской археологической экспедиции)
- Металл богов
- Энтомологическая коллекция Д. А. Сирожа
- Рыбная слобода в XVI―XVIII вв.
- Учебный класс «Бурлачество»
- Рыбинск в XIX ― начале XX вв.
- Картинная галерея: Русское искусство XVIII―XX вв.

## Коллекции
- Зарубежное искусство ― самая крупная коллекция в регионе. Западноевропейская графика XVI―XIX веков: итальянцы Аг. Карраччи, О. Фиалетти, С. делла Белла, Дж. Б. Галеструцци, голландцы Х. Гольциус, В. Сваненбург, К. Пасс, немцы И. Майор, Х. В. Э. Дитрих, французы Р. Нантейль, Ж. Эделинк, К. Жилло, Ф. Буше), англичане Ф. Бартолоцци, Р. Ирлом, В. Грин. Западноевропейская живопись: нидерландская, французская, немецкая и итальянская школы (Б. Бренберг, Я. ван Хёйсум, М. де Хондекутер, Х. ван Хове и А. Эдельфельт). Западноевропейская скульптура XVIII―XIX веков: П. Ф. Томир, Клодион, А. Л. Бари, К. Фратэн.
- Зарубежное прикладное искусство: майолики Фаэнцы, Губбио, Урбино, Кастелли, Савоны и Генуи XVI ― первой половины XVIII веков; полуфаянсы Авона кон. XVI ― XVII вв.; фаянсы Руана, Делфта, Страсбурга кон. XVII ― XVIII веков; немецкая керамика, каменный товар и фаянсы Веджвуда. Изделия Мейсенской и Севрской (XVIII ― нач. XIX вв.), Берлинской (XIX в.), Нимфенбургской и Копенгагенской (кон. XIX ― нач. XX вв.) фарфоровых мануфактур. Китайский фарфор эпох Цин и Мин, японская керамика Сацума и Банко, персидская и туркестанская керамика XIII, XVI―XIX веков, силезское и богемское стекло XVIII―XIX вв. Есть ценные образцы художественной обработки металла, мебель, дальневосточная резная кость, ткани, нумизматика.
- Русская православная культура: коллекции меднолитой пластики XI ― XIX вв., книги кириллической печати XVII ― XIX вв., иконопись, включающая образцы древнерусского искусства XVI―XVII вв. («Спас оплечный», «Видение Иоанна Лествичника со сценами жития»; «Богоматерь Киккская» кисти Леонтия Тюменева), и многочисленные произведения XVIII ― нач. XX вв, изделия в технике финифти, резьба по дереву.
- Русское изобразительное искусство. Портретная живопись XVIII века: И. Я. Вишняков, Ф. С. Рокотов, К. Л. Христинек), и менее известные Н. Абхази, Е. Д. Камеженков, А. Чащин, И. В. Шляхтенков. Первая половина XIX века: Ф. М. Матвеев и А. Г. Варнек, «купеческий портрет»: И. В. Баженов, И. В. Тарханов. Мастера середины и второй половины XIX века: И. К. Айвазовский, А. П. Боголюбов, В. В. Верещагин, К. Е. Маковский, А. А. Харламов, И. И. Шишкин. Русская живопись начала XX в.: С. Ю. Жуковский, П. П. Кончаловский, И. И. Бродский, собрание работ И. С. Далматова. Послереволюционный период: Р. Р. Френц, З. Е. Серебрякова, К. Н. Бритов, А. В. Учаев, местные художники В. В. Трамзин, В. В. Тулин, Н. Д. Малафеев.
- Русская графика XVIII—XX веков: А. Н. Бенуа, В. И. Гау, И. Н. Крамский, В. В. Пукирев, И. Е. Репин, Н. Е. Сверчков, Г. И. Семирадский, Н. К. Рёрих, С. В. Чехонин, гравюры П. Пикарта, Е. П. Чемесова, Г. И. Скородумова, И. И. Шишкина. Рыбинские художники от 1920-х годов (П. Т. Горбунцов, Т. И. Миссарин) до наших дней (М. П. Соловьёв, С. В. Стукалин, В. А. Цаплин); значительное собрание работ Кукрыниксов, подаренное музею одним из авторов ― Н. А. Соколовым.
- Русское прикладное искусство XVIII—XIX веков: коллекция фарфора (изделия заводов Гарднера, Попова, Батенина, продукция местного фарфорового завода в посёлке Песочное) и стекла.
- История города и края: документы, фотографии, предметы быта, персональные фонды земляков.
- Фонд археологии: материалы археологических раскопок домонгольского поселения Усть-Шексна, расположенного на территории современного города, и предметы деятельности человека на территории края, начиная с древнейших времён.
- Флора и фауна края: чучела животных и птиц, ископаемые формы растений и животных, в том числе отпечатки древних папоротников и плаунов, ископаемые остатки головоногих моллюсков (аммониты и белемниты), других древних беспозвоночных, отпечатки рыб, череп панцирноголового земноводного (тоозуха), части скелета мамонта, черепа первобытных бизонов и шерстистого носорога.

## Крупные выставочные проекты
- «VI-я выставка произведений изобразительного искусства, реставрированных ГЦХНРМ им. И. Э. Грабаря». Москва, 1969.
- «Неизвестные и забытые художники XVIII—XIX веков». Москва, 1975.
- «Ярославские портреты XVIII—XIX веков». Ярославль, Москва, 1980.
- «Русский акварельный и карандашный портрет первой половины XIX века из музеев РСФСР». Москва, 1987.
- «Русские святые». Москва, 1990.
- «Преподобный Сергий Радонежский». Москва, 1992.
- «Сокровища музеев Центральной России». Москва, Малый Манеж, 2000.
- Проект «Золотая карта России». Государственная Третьяковская галерея, 7 декабря 2000 — 7 января 2001.
- «Шедевры из старого города. Русская и западно-европейская графика и декоративно-прикладное искусство XIX — начала XX века». Школа акварели Сергея Андрияки, 2004.
- «Антология русской живописи XVIII—XX веков». Национальный художественный музей Республики Беларусь, 2005.

## В культуре
- В 1964 году Рыбинский музей предоставил киностудии «Мосфильм» около пятидесяти своих экспонатов (подлинную мебель и аксессуары XIX века) для съёмок знаменитой экранизации романа Л. Н. Толстого «Война и мир» (1967, С. Бондарчук). Некоторые из них были использованы при декорации комнаты старого князя Болконского.
- В экранизации «12 стульев» Леонида Гайдая (1971) съёмки аукциона проходили в здании бывшей Хлебной биржи (ныне ― основное здание Рыбинского музея-заповедника).
- В фильме «Бумер. Фильм второй» (2006, П. Буслов) сцена преследования Дашки бандитами снималась в Рыбинске — на том участке Волжской набережной, который ограничен двумя зданиями Рыбинского музея: Мучными рядами и Новой Хлебной биржей. Оба здания достаточно хорошо видны.

## Художественная галерея

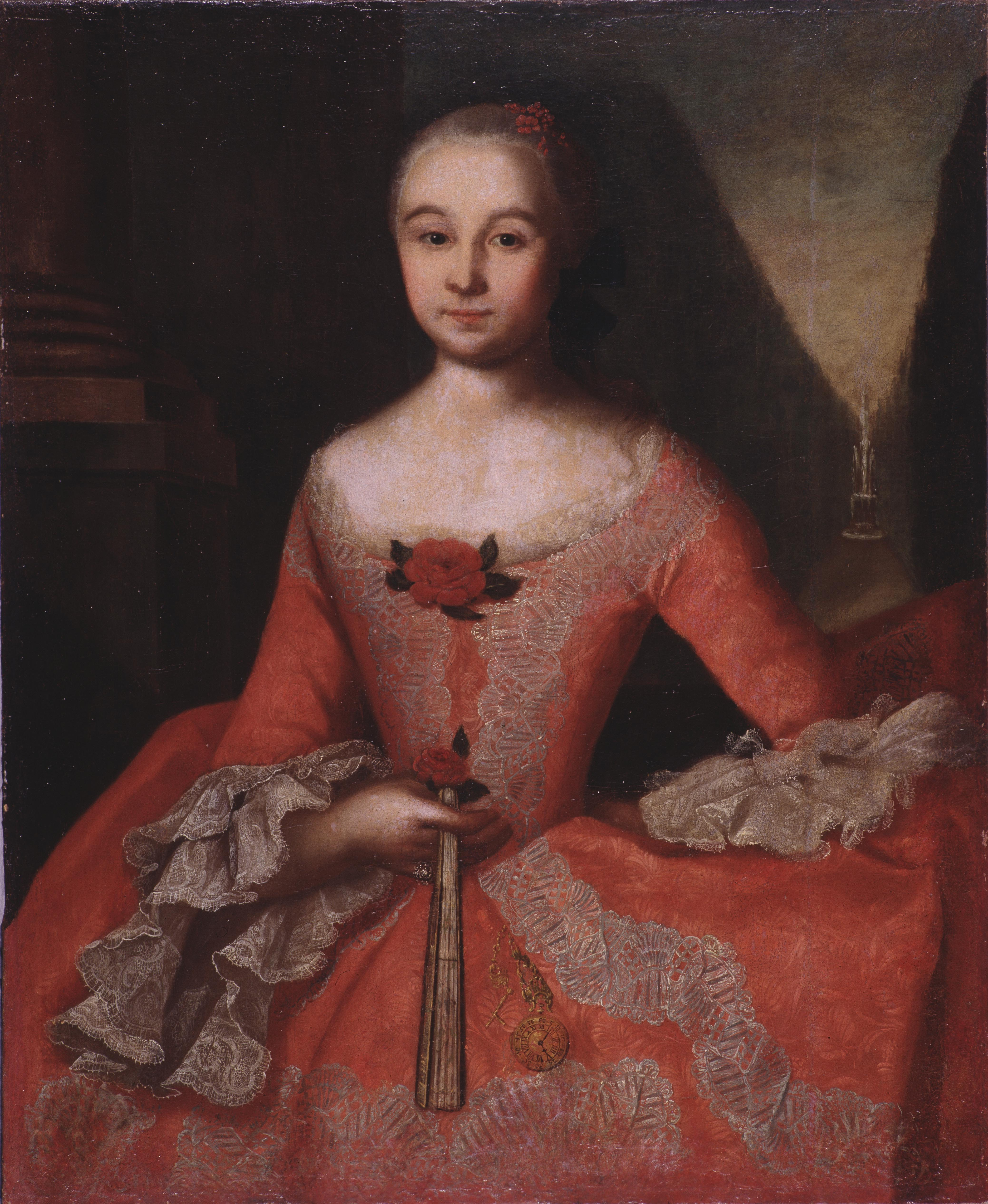
И. Я. Вишняков. Портрет К.И. Тишининой. 1755
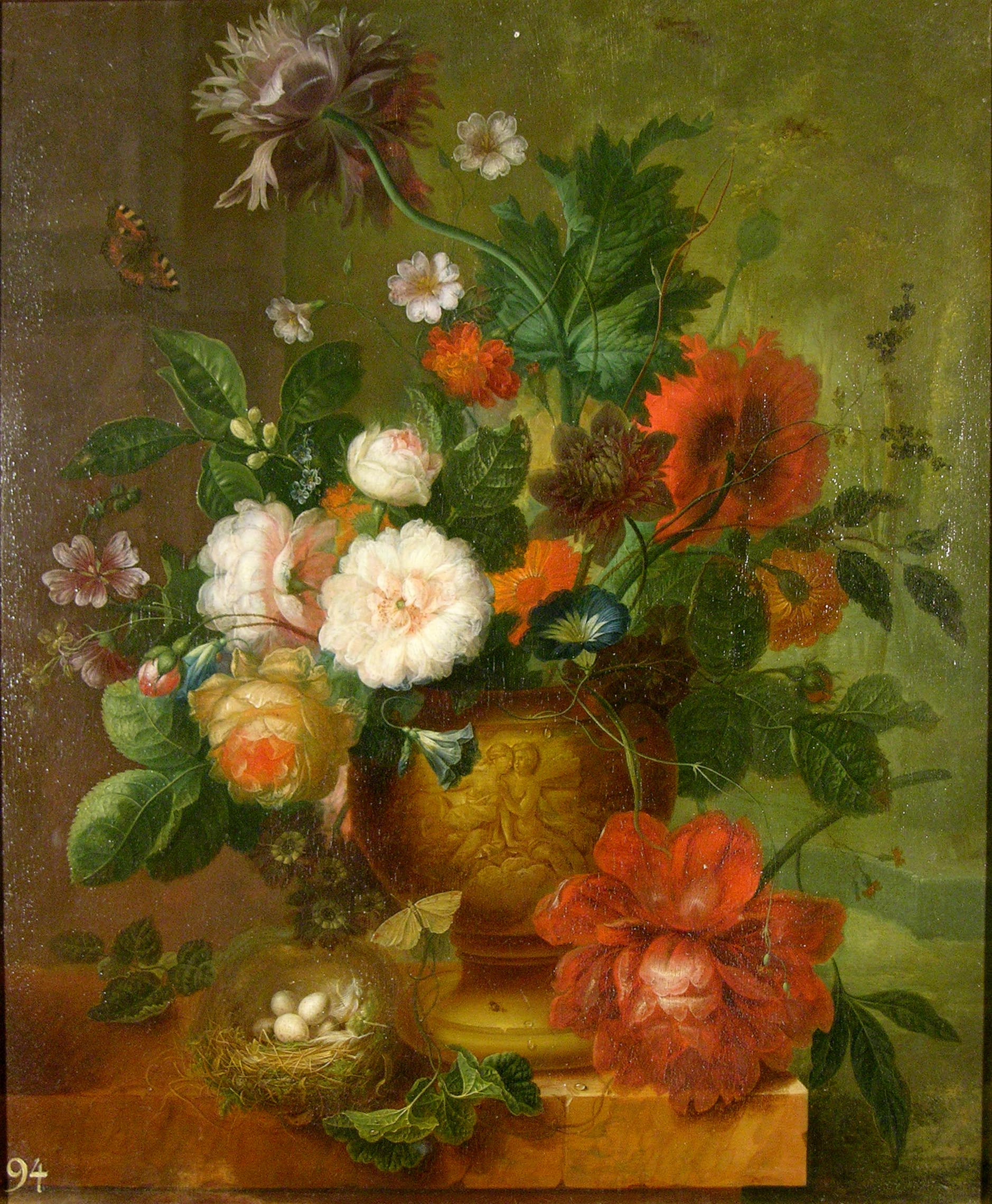
Ян ван Хёйсум. Букет цветов. Начало XVIII в.
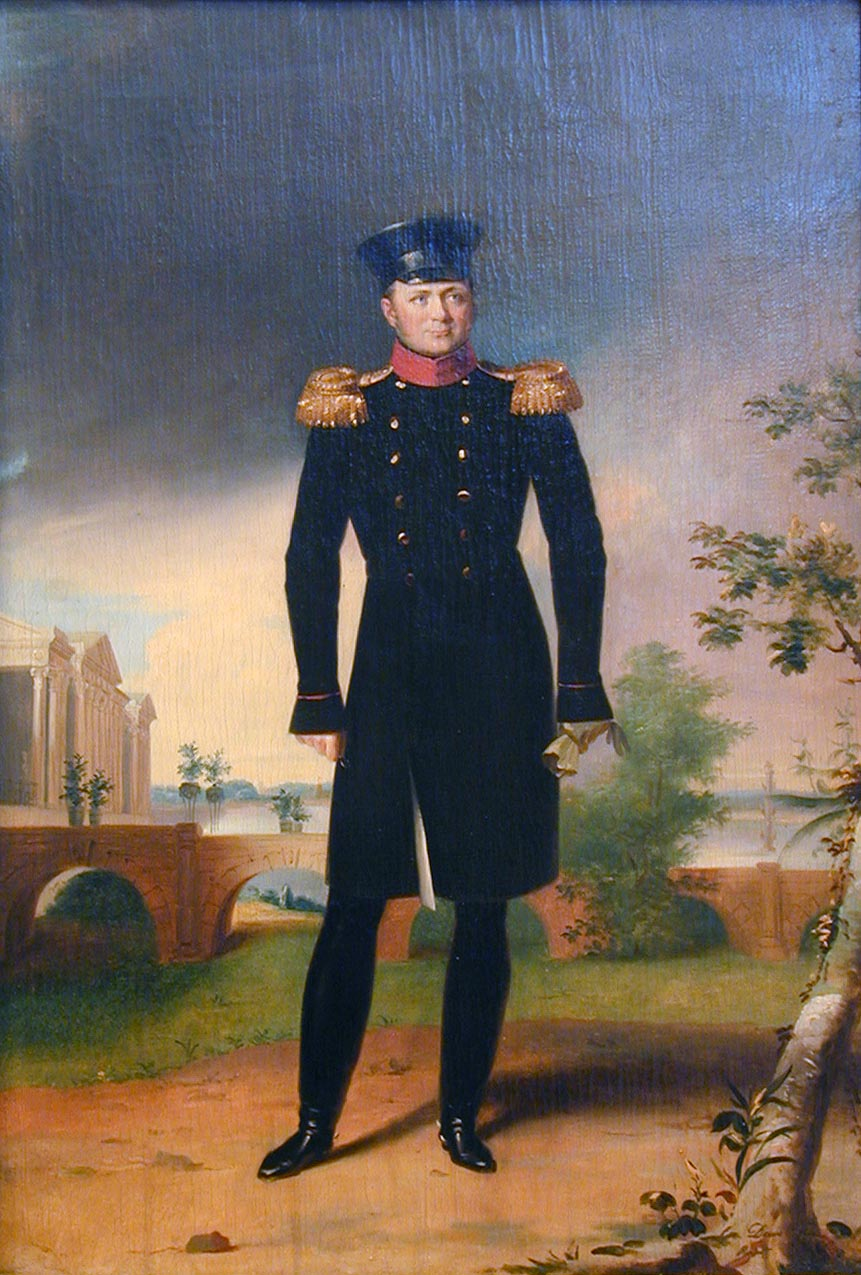
Дж. Доу. Император Александр I. 1819―1822
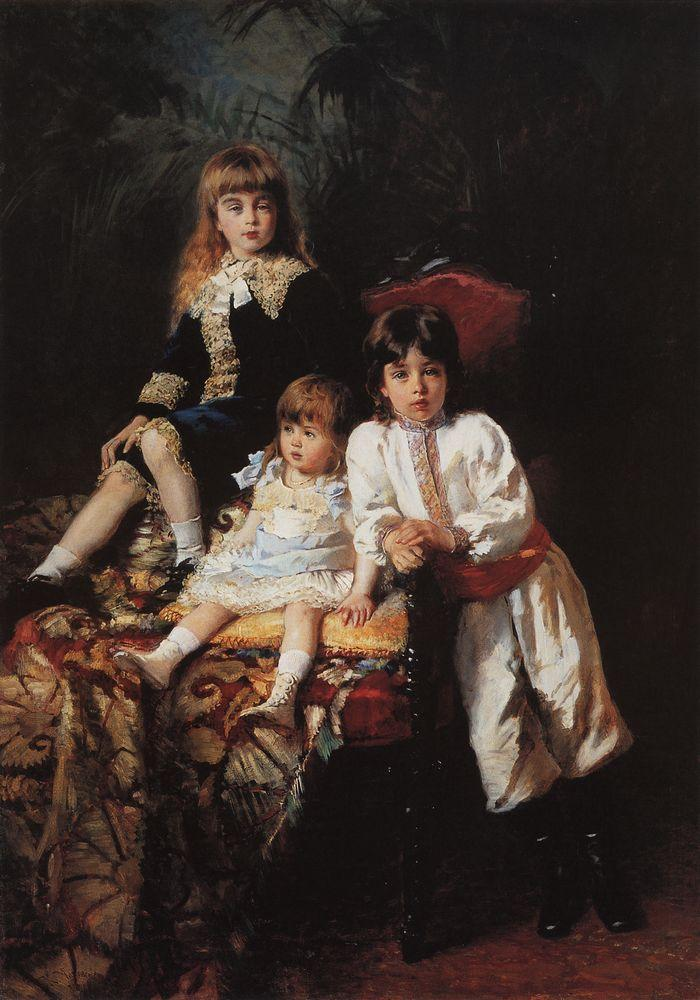
К.Е. Маковский. Дети господина Балашова. 1880
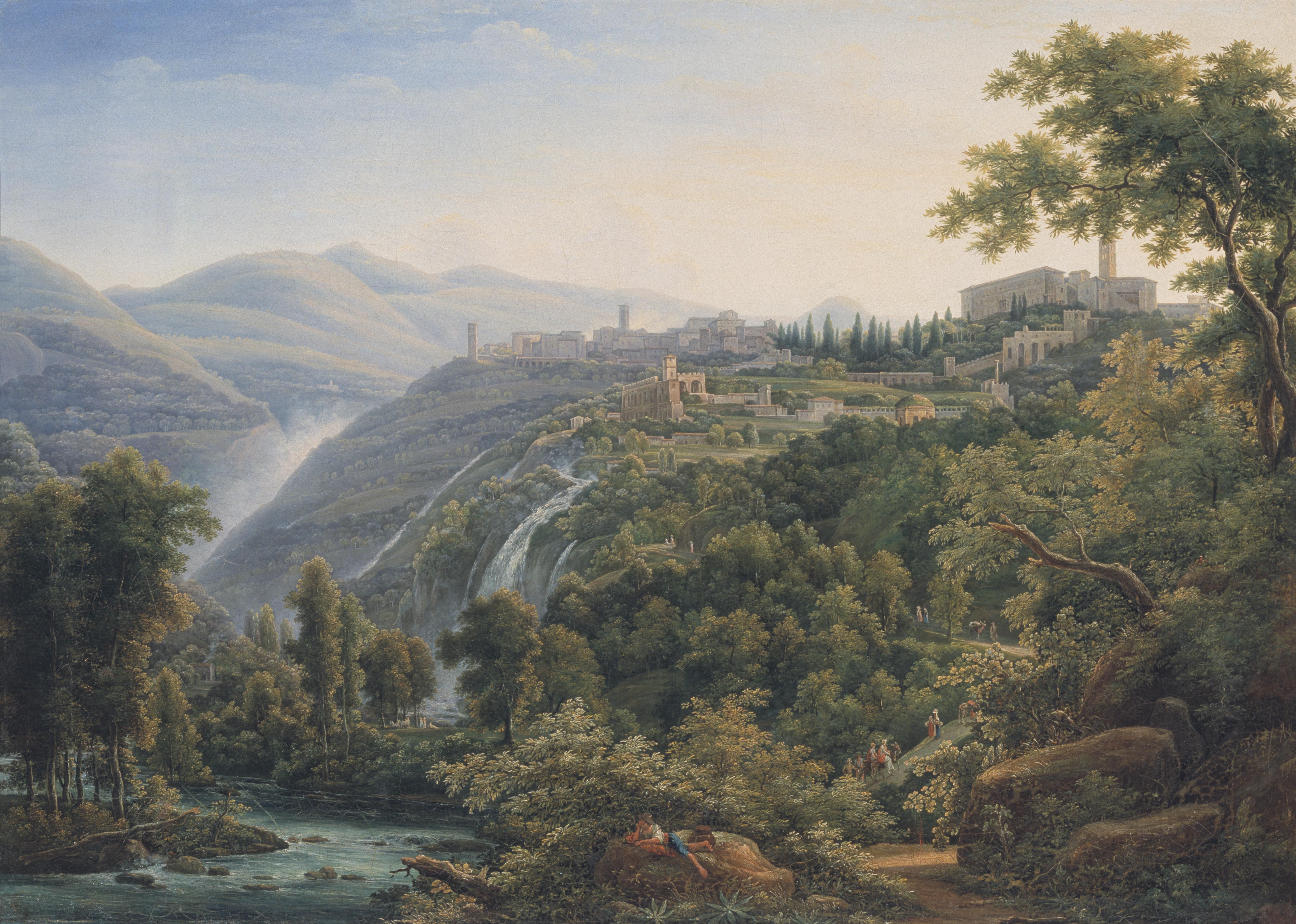
Ф. М. Матвеев. Вид в Италии. 1805
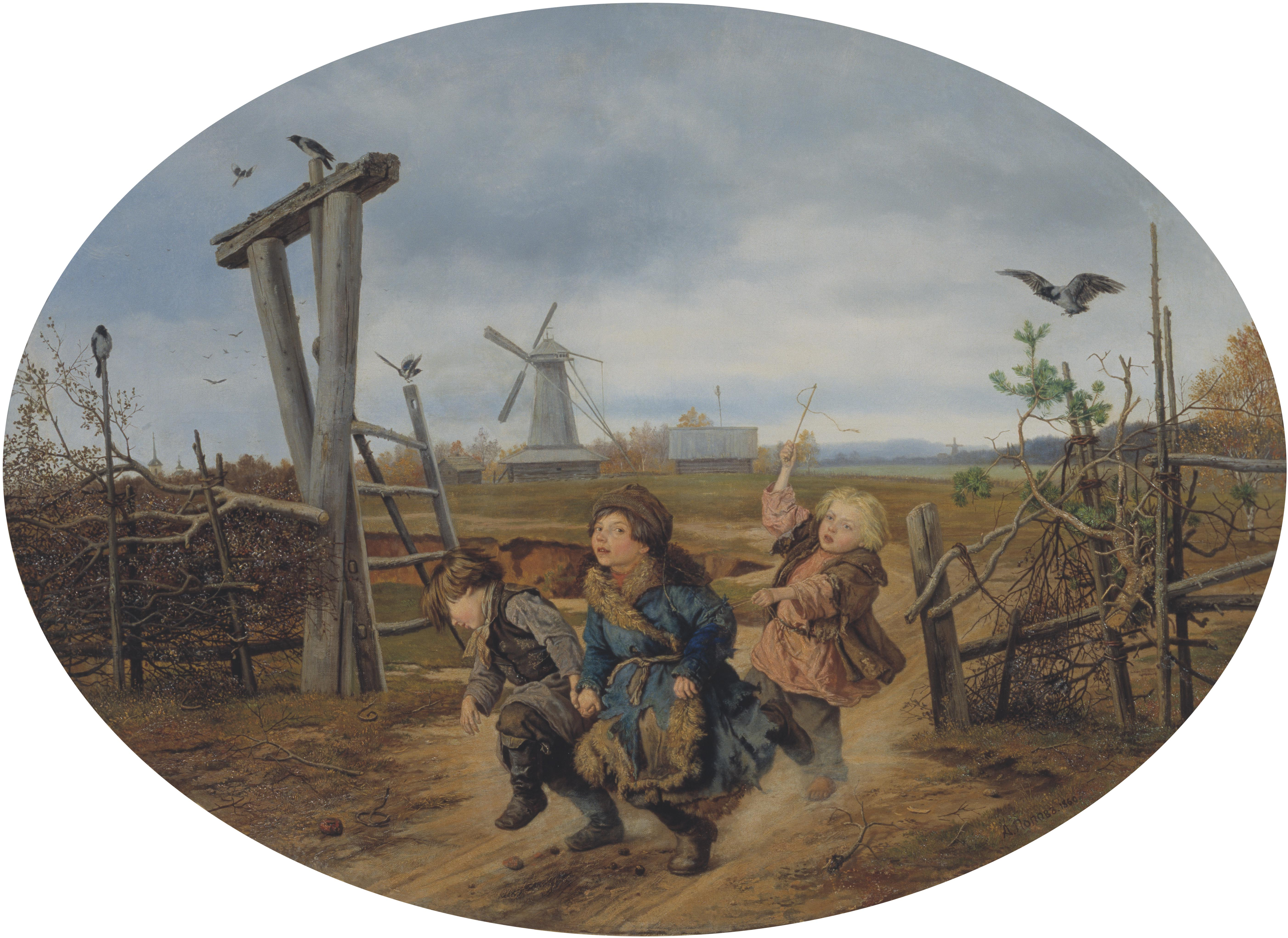
А. А. Попов. Тройка. 1860
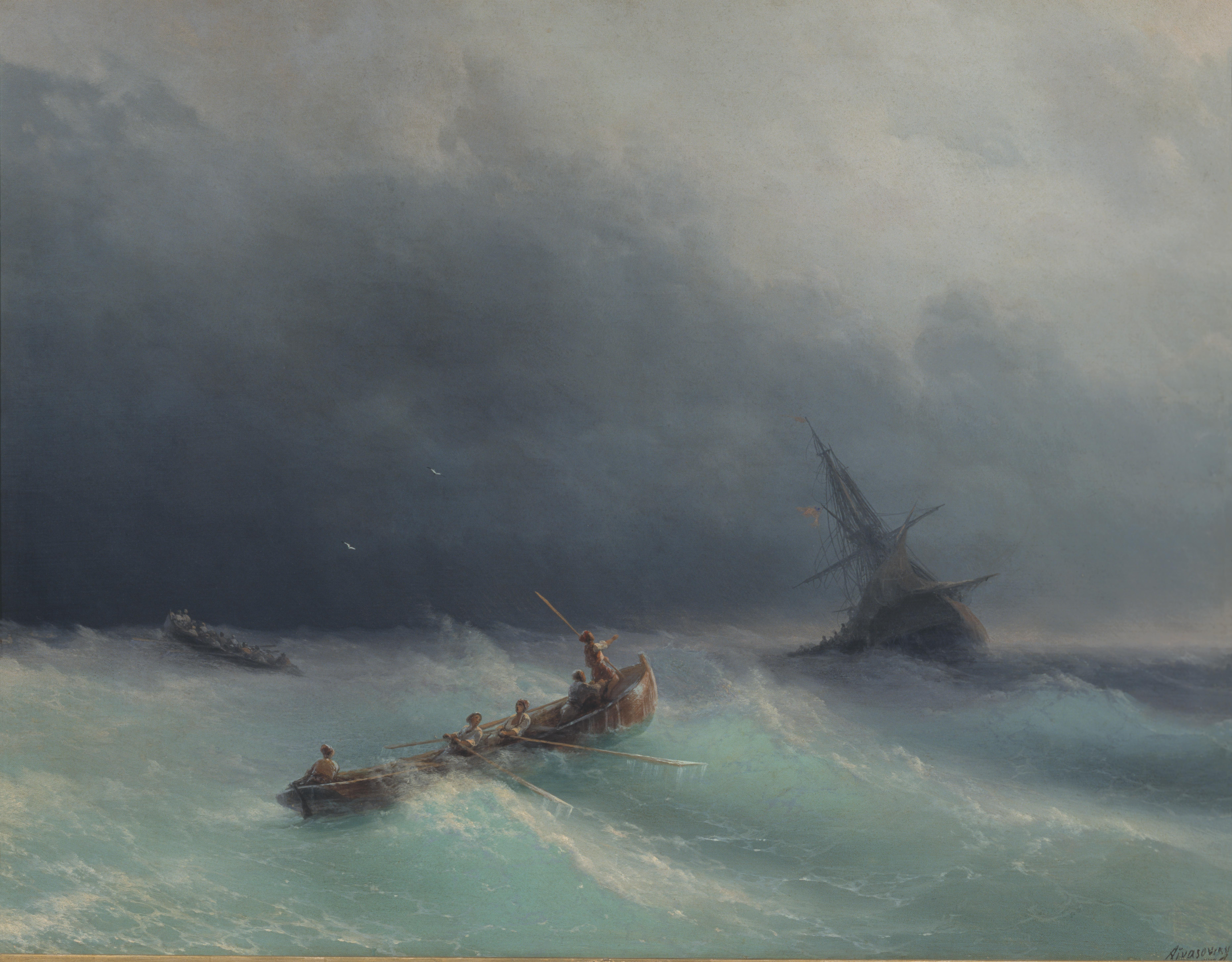
И. К. Айвазовский. Буря на море. 1873
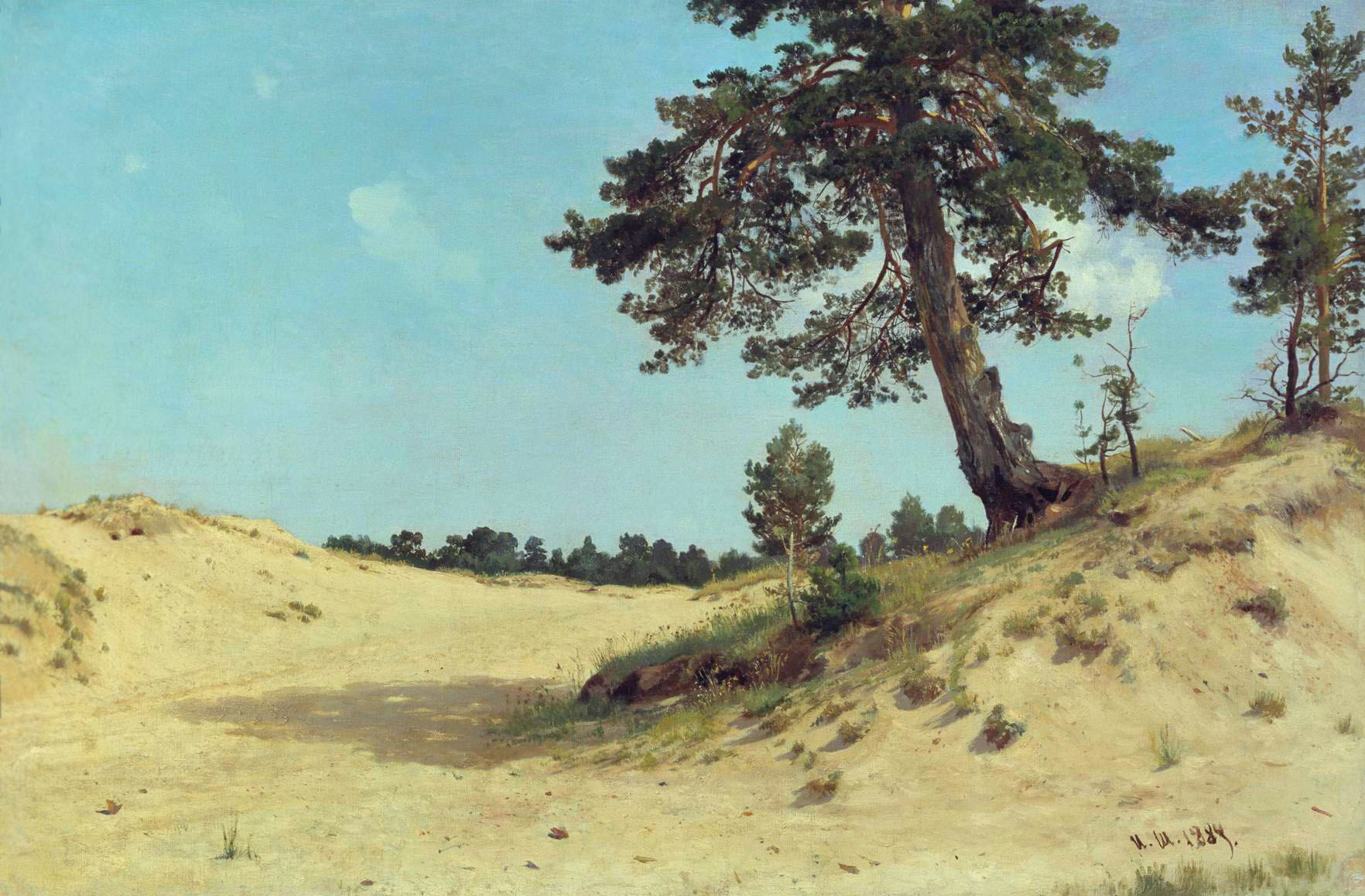
И. И. Шишкин. Сосна на песке. 1884

## Издательская деятельность
- Алексеев Н. М. Усадьба Андреевское и её владельцы в XVII ― начале XX в. — Рыбинск: Рыбинский музей-заповедник, 2005. ― 76 с.
- Михайлова Г. Б. Усадьба Вослома и семейная хроника княжеского рода Ухтомских. — Рыбинск: Рыбинский музей-заповедник, 2003. ― 56 с.
- Михайлова Г. Б. Усадьба Петровское и род дворян Михалковых в истории Рыбинского края. ― Рыбинск: Рыбинский музей-заповедник, 2000. ― 35 с.
- Михайлова Г. Б. Усадьба Тихвино-Никольское и её основатель Николай Тишинин. — Рыбинск: Рыбинский музей-заповедник, 2001. ― 38 с.
- Михайлова Г. Б. Усадьба Юршино и её владельческая история в конце XVIII ― начале XX в. ― Рыбинск: Рыбинский музей-заповедник, 2004. ― 27 с.
- Овсянников С. Н., Савельев В. В. Господа Лихачёвы и их пошехонская усадьба Сосновец. — Рыбинск: Рыбинский музей-заповедник, 2002. ― 18 с.
- Цешинская Е. И. Искусство Востока XIII, XVII ― первой трети XX вв.: Путеводитель по временной экспозиции из собрания музея. ― Рыбинск: Рыбинский музей-заповедник, 1998. ― 134 c.
- Цешинская Е. И. Народная картина старого Китая (нянь-хуа) в собрании музея: Каталог. ― Рыбинск: Рыбинский музей-заповедник, 2000. ― 68 с.
- Цешинская Е. И. Фарфор и керамика Китая и Японии: Каталог-путеводитель. ― Рыбинск: Рыбинский музей-заповедник, 2000. ― 96 с.
- Рыбинский историко-архитектурный и художественный музей-заповедник. CD-диск. Интерактивная мультимедиа-энциклопедия.